# France 2
France 2 (estilizado como france·2) es un canal de televisión público francés, que pertenece al grupo France Télévisions.

## Historia

### La deuxième chaîne (o segunda cadena)
Nació el 21 de diciembre de 1963 como la segunda cadena de la RTF (Radiodiffusion-Télévision Française) ( RTF 2), aunque su inauguración oficial ocurrió el 18 de abril de 1964, siendo recibida por solo el 20% de los franceses. En el mismo momento, Denise Fabre (famosa conductora de televisión) es contratada como presentadora de la segunda cadena.
Anteriormente, a partir del 10 de septiembre de 1959, la RTF llevó a cabo varias pruebas para tratar de emitir un segundo canal en 819 líneas en los canales 10 y 12 de la banda III de VHF desde el emisor de la Torre Eiffel para que los dos canales franceses se pudiesen captar con la misma antena. El segundo canal debía comenzar sus emisiones el 2 de enero de 1960. Sin embargo, las emisiones fueron un fracaso, dado que la recepción estaba muy fuertemente interferida en ambas frecuencias, por lo que se abandonó el procedimiento y hubo que esperar hasta el 21 de diciembre de 1963 para que el segundo canal iniciara sus emisiones definitivas, haciéndolo en la banda UHF.
No obstante, inicialmente, el 16 de mayo de 1963, la torre Eiffel permitió que un emisor experimental de 100 kilovatios realizara pruebas de emisión de la futura segunda cadena de la RTF en color SECAM por el canal 22 de UHF de la región parisina. Anteriormente, el 20 de diciembre de 1961, el único canal de la RTF había iniciado sus emisiones experimentales en color SECAM en los alrededores de París, procedimiento que la ORTF 1 abandonó en 1967. En el mes de julio de 1963, la segunda cadena experimental de la RTF emitió por primera vez cartas de ajuste en color SECAM.
El 15 de septiembre de 1966 se emite el primer noticiero Vingt-quatre heures d'actualités (24 horas de actualidad), presentado por Jean Lanzi y dirigido por Louis Roland Neil. El 6 de abril de 1967 comienza Les Dossiers de l'écran (Los expedientes de la pantalla) de Armand Jammot, programa que duró 24 años en el que se mostraba una película y luego se debatía sobre ella, lo que permitió abordar temas sobre la realidad social. 
El domingo 1 de octubre de 1967 a las 14:15, la segunda cadena pasa al color gracias al sistema SÉCAM (Séquentiel couleur à mémoire o Secuencia de color con memoria) y el 10 del mismo mes, comienza a difundir la serie americana Misión: Imposible. Les Shadoks, serie animada de Jacques Rouxel y René Borg, comienza a proyectarse el 29 de abril de 1968. En abril de 1970, se comienzan a emitir simultáneamente los noticieros regionales en la primera y en la segunda cadena. La publicidad de marca se introduce en enero de 1971.
En enero de 1972, Armand Jammot reemplaza Le mot le plus long (La palabra más larga) por Des chiffres et des lettres (Cifras y Letras), que aún permanece en pantalla, y Jacques Chancel lanza Le Grand Echiquier (El gran tablero) el 12 de enero. El 3 de julio, la ley que rige los estatutos del ORTF (Office de Radiodiffusion-Télévision Française, que reemplazó a RTF) crea dos cadenas distintas: La première chaîne (La primera cadena) pasa a ser TF1 y La deuxième chaîne (La segunda cadena) pasa a ser Antenne 2, aunque esto solo se concretó en 1974. 
Las grandes series en color de la ORTF se estrenaron en la segunda cadena a principios de los 70: Todo comenzó con Arsène Lupin el 18 de marzo de 1971, que finalizó en 1974, luego vino Les Rois Maudits entre el 21 de diciembre de 1972 y el 24 de enero de 1973, realizado por Claude Barma y adaptado de la obra de Maurice Druon por Marcel Jullian, y después Brigades du Tigre entre el 21 de diciembre de 1974 y el 11 de noviembre de 1983.
A raíz de la crisis petrolífera de 1974, las emisiones debieron terminar a las 23 horas por ahorro de energía.

### Antenne 2 (o Antena 2)
La sociedad nacional de televisión Antenne 2 nace el 8 de julio de 1974, cuando Jacques Chirac, entonces primer ministro, presenta el proyecto de ley de reforma del sector audiovisual.
Mediante la ley del 7 de agosto de 1974, la ORTF se divide en siete organismos autónomos, incluidas tres sociedades nacionales de televisión: Télévision Française 1 (TF1), Antenne 2 y France-Régions 3 (FR3), la Société française de production (SFP), Télédiffusion de France (TDF), Radio France, y el Institut national de l'audiovisuel (INA). Así se mantiene el monopolio del Estado. La ley entra en aplicación el 6 de enero de 1975. Cada una de las sociedades debieron colocarse bajo la tutela del primer ministro. A petición del Gobierno, la redacción de la primera cadena, juzgada como demasiado irrespetuosa, pasó a la segunda cadena cuya audiencia más reducida le dará menos importancia.
Jean-Louis Guillaud bautizó la cadena ORTF 1 como TF1, dado que la Unión Europea de Radiodifusión (UER) ortorgaba entonces el nombre Télévision Française 1 (TF1) a la primera cadena, Télévision Française 2 (TF2) a la segunda cadena y Télévision Française 3 (TF3) a la tercera cadena. Sin embargo, al tratarse de entidades diferentes, cada canal adoptó un nombre diferente.
El 6 de enero de 1975, Antenne 2 (conocida por sus siglas A2), dirigida por Marcel Jullian, comienza su programación. Su audiencia sigue siendo más reducida que la de TF1, lo que le permite probar nuevas experiencias en programas como Récré A2 (infantil) y Apostrophes (literatura) o usar un tono menos convencional en sus noticieros.
El 5 de mayo de 1981, el debate entre Valéry Giscard d'Estaing y François Mitterrand por las elecciones presidenciales, cuyo mediador fue Jean Boissonnat y Michèle Cotta se emitió simultáneamente por TF1, Antenne 2 y FR3.
En 1983, gracias al nuevo enfoque de sus noticieros (Christine Ockrent) y emisiones de calidad como Champs-Élysées, Chasse aux trésors o Récré A2, la audiencia de Antenne 2 termina por sobrepasar a la de TF1. Esta tendencia dura hasta la privatización de TF1 en 1987. Aparecen nuevos formatos como Châteauvallon el 4 de enero de 1984, la primera telenovela gala inspirada en Dallas que prevalece sobre la cadena competidora, o Maguy, primera comedia francesa con Rosy Varte y Jean-Marc Thibault lanzada en febrero de 1985.
Antenne 2 es también la primera cadena francesa que transmite un programa matinal a las 6:30 con Télématin a partir del 7 de enero de 1984, mientras los programas de sus dos competidoras solo comenzaban hacia las 10 u 11 de la mañana.
Antenne 2 no pudo evitar la remontada de TF1 ayudada por su nuevo presidente Hervé Bourges, que lanzó Cocoricocoboy en el prehorario estelar, el mininoticiero de Patrice Drevet que otra vez pone a la información en primera plana con una actitud líder en enero de 1985 con la llegada de Bruno Masure y Claude Sérillon (reemplazado luego por Marie-France Cubbada).
Septiembre de 1987 estuvo marcado por el retorno con gran propaganda de TF1 y La Cinq. Antenne 2 comienza entonces un descenso inexorable pasando del 40% de audiencia en 1986 a un 21% en 1991, cuando TF1 lograba entre 40 y 45% y La Cinq rondaba entre el 10 y 13%.
El 28 de abril de 1988, el debate entre los 2 candidatos de las elecciones presidenciales, Jacques Chirac y François Mitterrand, fue emitido simultáneamente por Antenne 2 y TF1.
En un esfuerzo de reforzar la televisión pública frente a la competencia privada, la CSA (Conseil supérieur de l'audiovisuel) por la ley del 2 y 10 de agosto de 1989 reúne a Antenne 2 y FR3 bajo un presidente común en la persona de Philippe Guilhaume, contrarestado con la dimisión de la ministra de Cultura Catherine Tasca reemplazada por Hervé Bourges el 19 de diciembre de 1990.
El 14 de septiembre de 1991, Antenne 2 es la primera cadena francesa en emitir un nuevo género de programas importado de los Estados Unidos, los reality show, con la emisión de La Nuit des héros todos los viernes a las 20:50.

### France 2
Para tratar de reconstruir un grupo público fuerte frente a las cadenas de televisión privada y para poder dar una real cohesión, las televisoras de servicio público toman el nombre de France Télévisions el 7 de septiembre de 1992: Antenne 2 pasa a ser France 2 y FR3 pasa a ser France 3.

### Logotipos

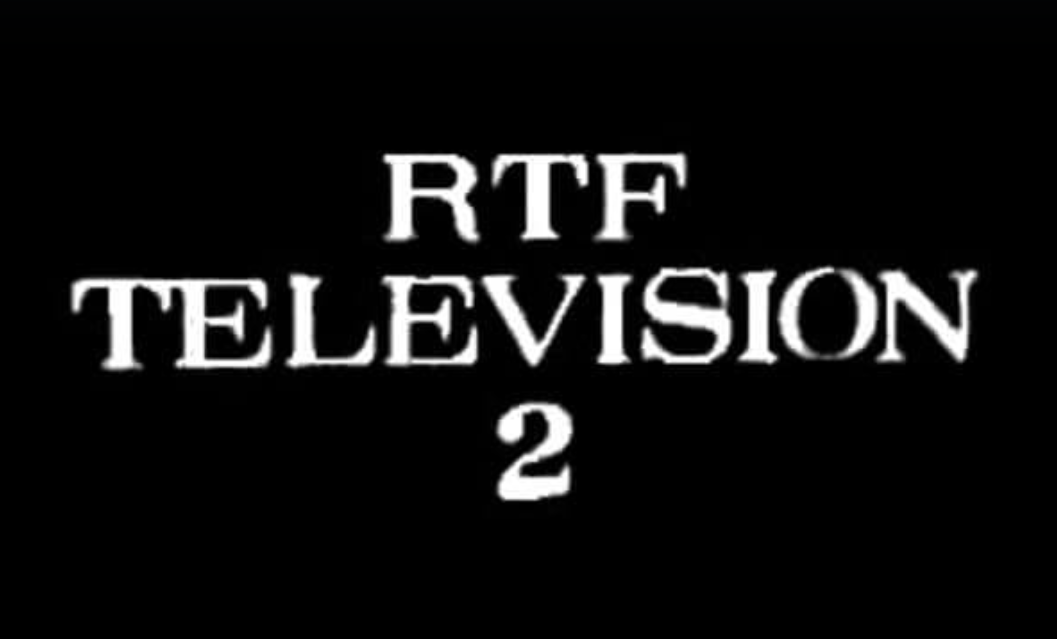
Logo de RTF 2 de 1963 a 1964.
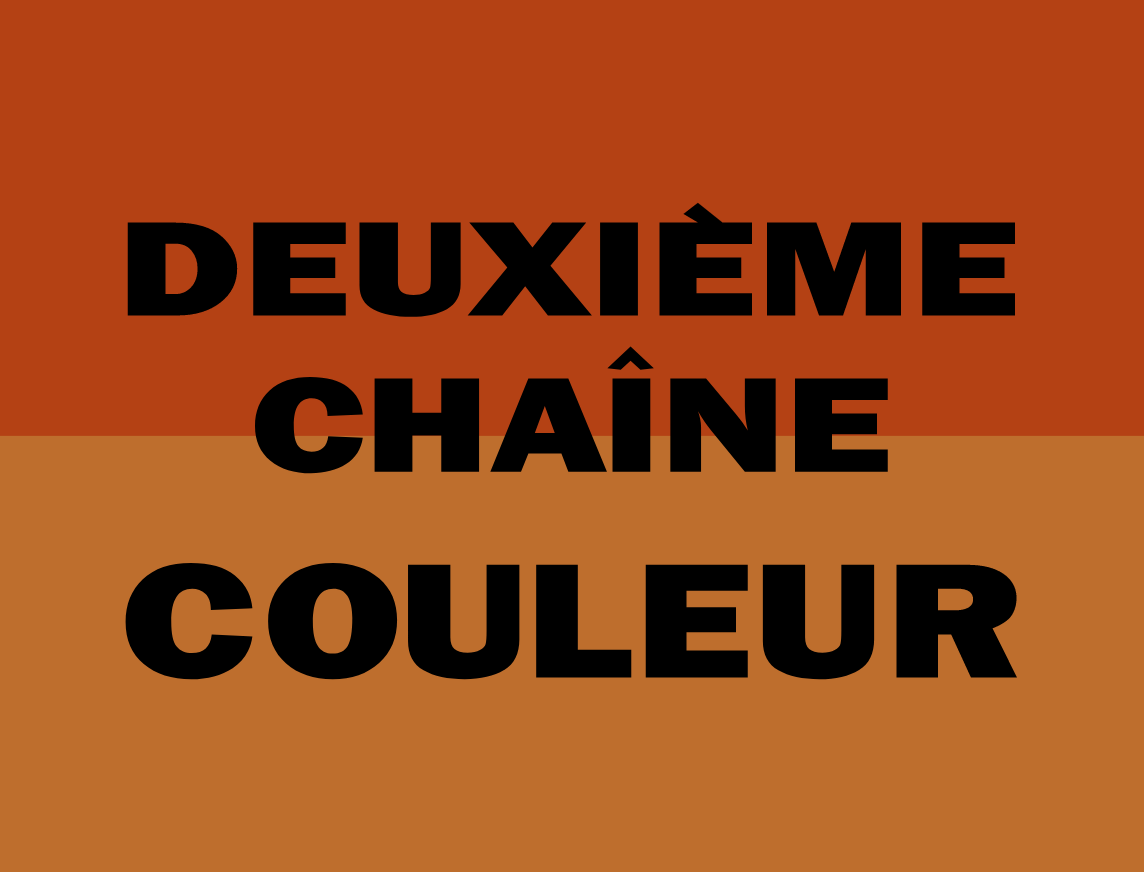
Logo de ORTF 2 de 1967 a 1972.
Logo desde 1983 hasta 1986.
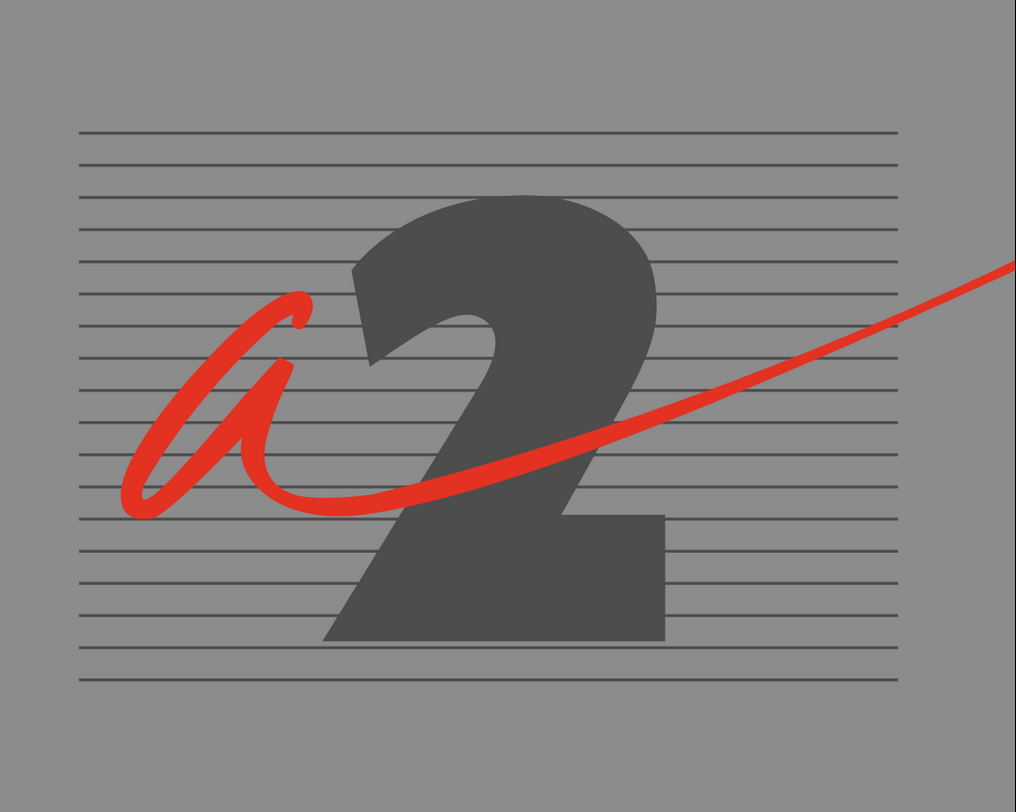
Logo utilizado durante el año 1987.
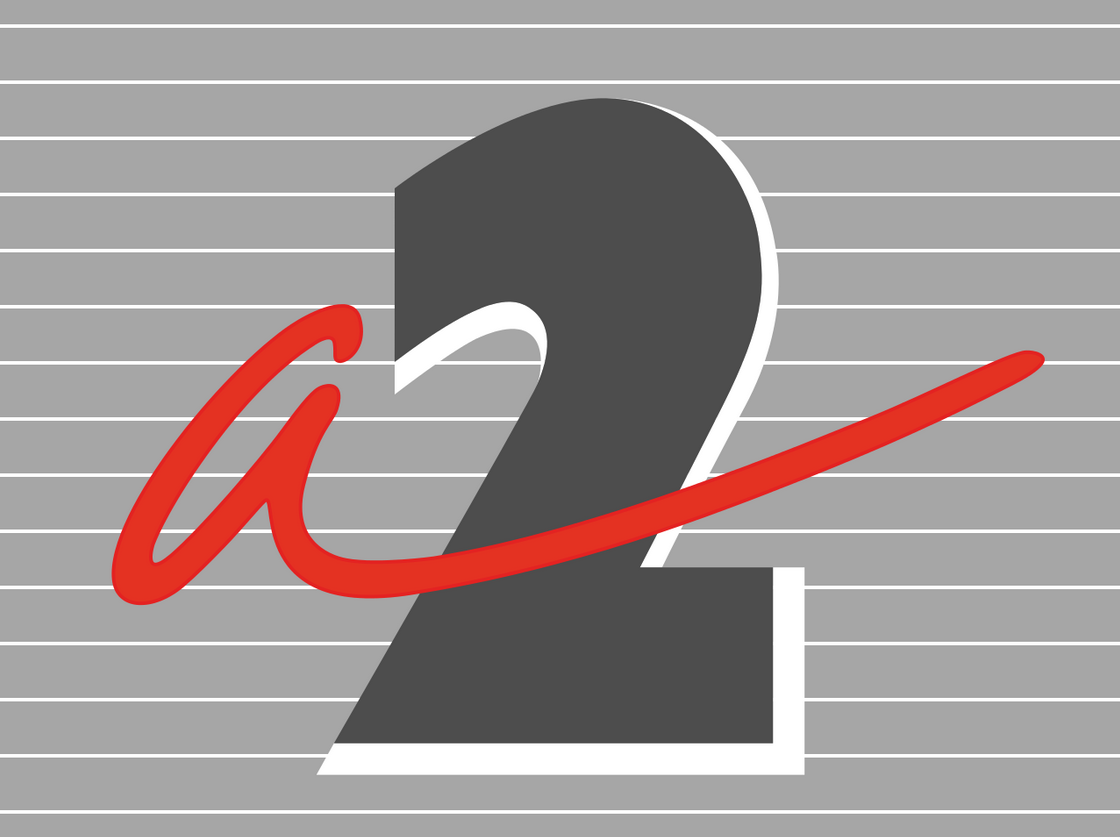
Variante del logo de 1987, utilizada hasta 1990.
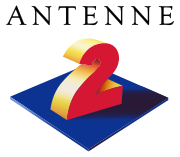
Logo de Antenne 2 desde 1990 hasta 1992
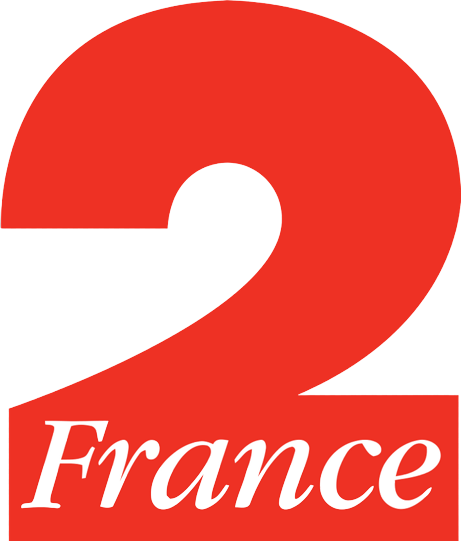
Logo de France 2 desde 1992 hasta 2002.
Logo desde 2002 a 2008.
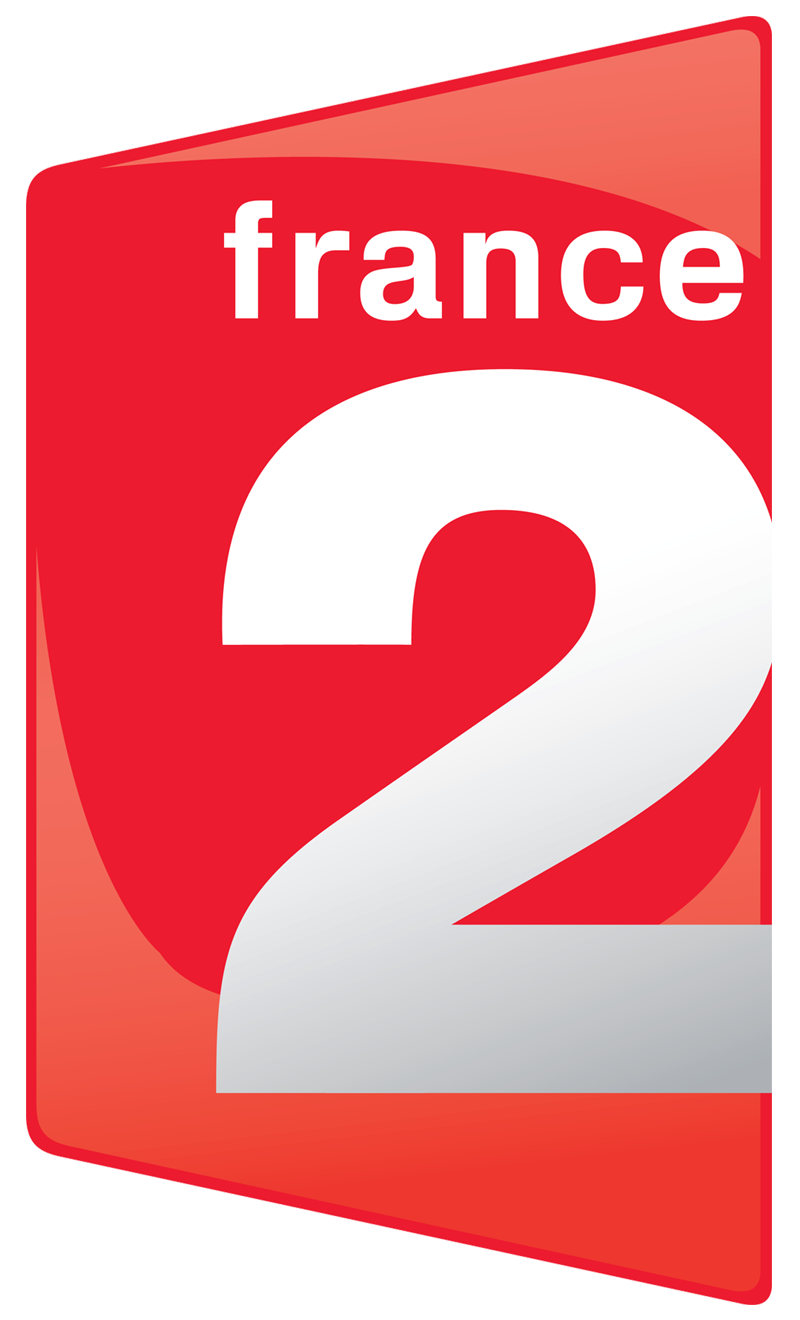
Logo desde 2008 a 2018.
Logo desde 2018.
Variante del logo de 2018.
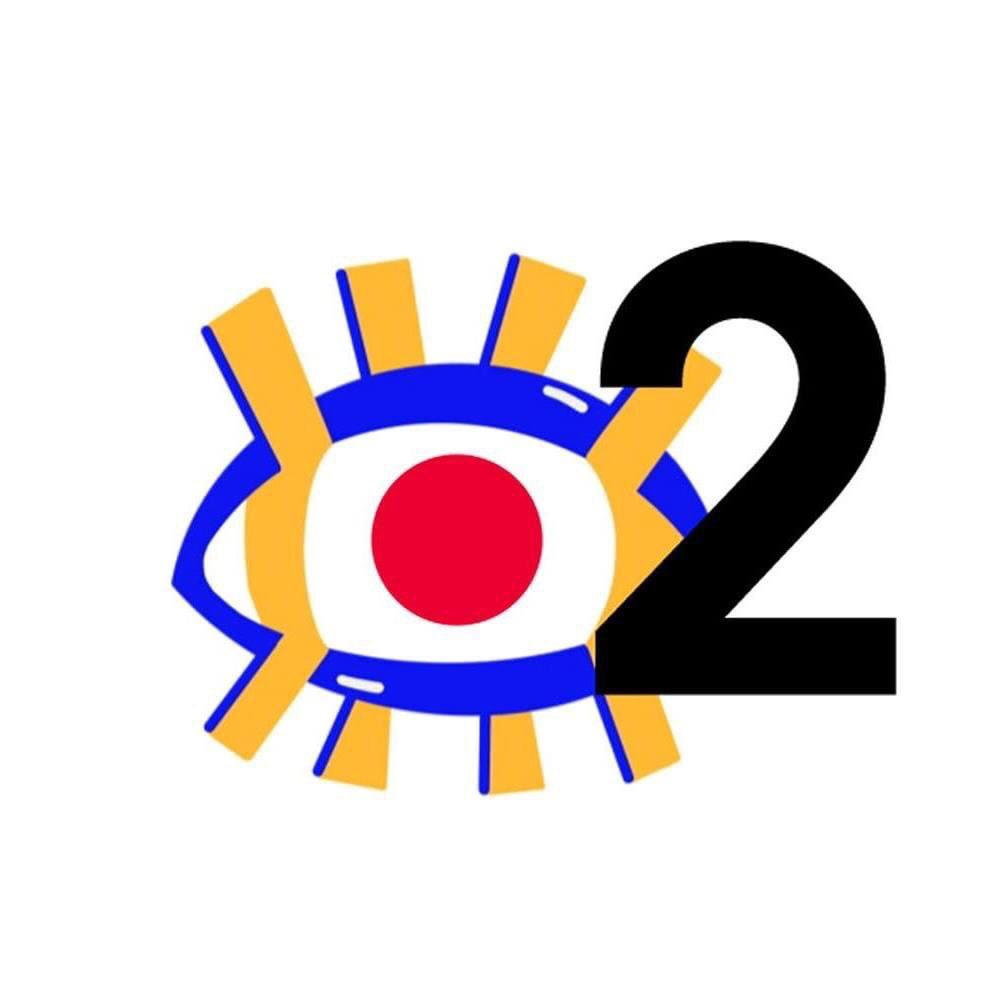
Logo utilizado entre junio y agosto de 2020.

## Informativos

### Días laborales
- JT du Matin (Diario de la mañana), a las 6:30, 7:00, 7:30, 8:00 y 8:45. Johanna Ghiglia presenta estos informativos, durante Télématin. Los de las 6:30 y las 8:45 son traducidos a la lengua de signos, destinado a los sordos.

- 13 Heures, a las 13:00. Este noticiero posee un nuevo formato, estrenado en septiembre de 2004: debates, polémicas y preguntas, según la actualidad; un reportaje; y un invitado los últimos 5 minutos. Es presentado por Julien Bugier.

- 20 Heures, a las 20:00. Este noticiero es presentado por Anne-Sophie Lapix, siendo reemplazada por Karine Baste-Régis.

### Fines de semana
- 13 Heures, a las 13:00. Laurent Delahousse presenta un noticiero de 20 minutos.

- 20 Heures, a las 20:00. Formato idéntico al de la semana, es presentado por Laurent Delahousse, reemplazado por Thomas Sotto.

## Organización

### Presidentes
- Marcel Jullian: 01/01/1975 - 12/1975
- Maurice Ulrich: 12/1977 - 08/1981
- Pierre Desgraupes: 08/1981 - 11/1984
- Jean-Claude Héberlé: 11/1984 - 09/1985
- Jean Drucker: 09/1985 - 12/1986
- Claude Contamine: 12/1986 - 10/08/1989
- Philippe Guilhaume (presidente común de Antenne 2 / France Régions 3): 10/08/1989 - 19/12/1990
- Hervé Bourges (presidente común de Antenne 2 / France Régions 3): 19/12/1990 - 07/09/1992

A partir del 7 de septiembre de 1992, pasaron a ser presidentes de la cadena los de France Télévisions.

### Director general
- Jacques Thibau: julio 1965 a noviembre de 1967
- Maurice Cazeneuve: noviembre 1967 a septiembre de 1971
- Pierre Sabbagh: septiembre 1971 a 3 de julio de 1972
- Jean Lefèvre: 3 de julio de 1972 a 27 de septiembre de 1989
- Jean-Michel Gaillard: 27 de septiembre de 1989 a 10 de enero de 1991
- Eric Giuily: 10 de enero a septiembre de 1992
- Georges Vanderchmitt: septiembre de 1992 a enero de 1994
- Raphaël Hadas-Lebel: enero de 1994 a junio de 1996
- Michel Pappalardo: junio de 1996 a junio de 1999
- Michèle Cotta: junio de 1999 a junio de 2002
- Christopher Baldelli: junio de 2002 a septiembre de 2005
- Philippe Baudillon: desde septiembre de 2005 a diciembre de 2007
- François Guilbeau: después de diciembre de 2007

### Director de Información
- Jean-Louis Guillaud: enero 1969 a septiembre de 1969
- Jacqueline Baudrier: septiembre 1969 a 3 de julio de 1972
- Jean-Louis Guillaud: 3 de julio de 1972 a 1 de enero de 1975
- Jacques Sallebert: 6 de enero de 1975 a mayo de 1976
- Georges Leroy: mayo 1976 a septiembre de 1976
- Charles Baudinat: septiembre 1976 a enero de 1977
- Jean-Pierre Elkabbach: enero de 1977 a diciembre de 1982
- Pierre Lescure: diciembre de 1982 a diciembre de 1984
- Albert du Roy: diciembre de 1984 a marzo de 1985
- Pierre-Henri Arnstam: marzo de 1985 a 1986
- Marcel Trillat: 1986
- Claude Carré: 1991 a 1992
- Jean-Luc Mano: diciembre de 1993 a junio de 1996
- Pierre-Henri Arnstam: junio de 1996 a septiembre de 2000
- Gerard Leclerc: septiembre de 2000 a julio de 2001
- Olivier Mazerolle: julio de 2001 a marzo de 2004
- Arlette Chabot: desde marzo de 2004

### Presentadores más famosos del canal
- Nagui
- Laurent Ruquier
- Sophie Davant
- Michel Drucker
- Julien Courbet
- Patrick Sébastien
- Jean-Luc Delarue
- Stéphane Bern

## Audiencias

### Audiencias en Francia
France 2 es la segunda cadena de Francia en términos de audiencia, por detrás de TF1. A pesar de perder más de diez puntos en veinte años, la cadena ha conseguido mantener su segunda plaza.
| 1976   | 1977   | 1978   | 1979   | 1980   | 1981   | 1982   | 1983   | 1984   | 1985   | 1986   | 1987   | 1988   | 1989   | 1990   | 1991   | 1992   | 1993   | 1994   | 1995   |
| ------ | ------ | ------ | ------ | ------ | ------ | ------ | ------ | ------ | ------ | ------ | ------ | ------ | ------ | ------ | ------ | ------ | ------ | ------ | ------ |
| 34,0 % | 31,3 % | 32,0 % | 33,9 % | 34,3 % | 36,6 % | 40,0 % | 46,2 % | 45,7 % | 42,2 % | 39,4 % | 32,0 % | 26,9 % | 23,4 % | 22,1 % | 21,3 % | 24,0 % | 24,7 % | 25,0 % | 23,8 % |

|      | Enero  | Febrero | Marzo  | Abril  | Mayo   | Junio  | Julio  | Agosto  | Septiembre | Octubre | Noviembre | Diciembre | Media anual |
| ---- | ------ | ------- | ------ | ------ | ------ | ------ | ------ | ------- | ---------- | ------- | --------- | --------- | ----------- |
| 1996 |        |         |        |        |        | 23,9%  | 27,3%  | 23,3%   | 24,2%      | 24,1%   | 24,5%     | 24,8%     | 24,2%       |
| 1997 | 23,2%  | 23,9%   | 24,7%  | 24,7%  | 23,6%  | 22,9%  | 26,7%  | 22,4%   | 22,9%      | 22,2%   | 23,0%     | 23,7%     | 23,7%       |
| 1998 | 22,7%  | 23,7%   | 22,9%  | 22,5%  | 22,5%  | 22,9%  | 24,2%  | 21,9%   | 21,1%      | 21,5%   | 21,7%     | 21,6%     | 22,5%       |
| 1999 | 22,1%  | 21,8%   | 22,2%  | 22,6%  | 22,1%  | 22,6%  | 24,4%  | 21,6%   | 22,4%      | 21,5%   | 21,7%     | 21,6%     | 22,3%       |
| 2000 | 22,2%  | 23,2%   | 22,2%  | 21,8%  | 21,4%  | 22,3%  | 23,5%  | 20,8%   | 22,5%      | 22,2%   | 22,2%     | 21,5%     | 22,1%       |
| 2001 | 20,6%  | 20,4%   | 20,5%  | 21,1%  | 20,0%  | 21,0%  | 23,1%  | 20,0%   | 21,5%      | 22,7%   | 22,1%     | 21,0%     | 21,1%       |
| 2002 | 20,9%  | 21,5%   | 21,7%  | 21,2%  | 20,2%  | 19,1%  | 23,2%  | 18,9%   | 20,5%      | 20,5%   | 21,5%     | 20,2%     | 20,8%       |
| 2003 | 20,1%  | 20,4%   | 21,2%  | 21,0%  | 20,4%  | 20,2%  | 22,6%  | 20,3%   | 20,0%      | 19,8%   | 20,9%     | 19,5%     | 20,5%       |
| 2004 | 19,7%  | 20,5%   | 20,8%  | 19,9%  | 20,2%  | 20,9%  | 23,2%  | 21,9%   | 19,6%      | 20,0%   | 20,3%     | 19,9%     | 20,5%       |
| 2005 | 19,7%  | 19,7%   | 19,5%  | 19,8%  | 19,2%  | 20,1%  | 23,1%  | 18,8%   | 19,3%      | 19,2%   | 19,9%     | 19,7%     | 19,8%       |
| 2006 | 19,1%  | 19,8%   | 20,0%  | 19,6%  | 19,4%  | 18,0%  | 20,2%  | 18,4%   | 18,9%      | 19,0%   | 19,5%     | 18,8%     | 19,2%       |
| 2007 | 18,3%  | 19,2%   | 18,8%  | 18,2%  | 17,8%  | 18,1%  | 20,6%  | 16,8%   | 16,9%      | 17,6%   | 17,8%     | 17,3%     | 18,1%       |
| 2008 | 18,3%  | 18,3%   | 17,7%  | 17,6%  | 17,3%  | 17,3%  | 19,6%  | 17,7%   | 16,3%      | 16,6%   | 16,5%     | 16,2%     | 17,5%       |
| 2009 | 16,7%  | 16,4%   | 16,4%  | 16,2%  | 16,8%  | 16,9%  | 19,1%  | 15,4%   | 16,1%      | 16,3%   | 16,6%     | 16,4%     | 16,7%       |
| 2010 | 16,1%  | 16,7%   | 15,8%  | 15,7%  | 16,4%  | 16,3%  | 18,9%  | 14,7%   | 15,2%      | 15,5%   | 15,9%     | 15,9%     | 16,1%       |
| 2011 | 15,3%  | 15,3%   | 15,3%  | 15,0%  | 15,3%  | 15,2%  | 17,0%  | 13,1%** | 13,5%      | 14,1%   | 15,0%     | 14,5%     | 14,9%       |
| 2012 | 14,7%  | 15,1%   | 14,7%  | 14,4%  | 15,1%  | 14,6%  | 16,5%  | 17,1%   | 14,2%      | 14,7%   | 14,5%     | 13,9%     | 14,9%       |
| 2013 | 14 %   | 13,9 %  | 13,9 % | 13,6 % | 14,2 % | 15,1 % | 16,1 % | 12,9 %  | 13,5 %     | 13,2 %  | 14,1 %    | 13,6 %    | 14 %        |
| 2014 | 14 %   | 15,6 %  | 13,4 % | 13,5 % | 14 %   | 13,5 % | 15,8 % | 13,3 %  | 13,6 %     | 13,6 %  | 14,4 %    | 13,9 %    | 14,1 %      |
| 2015 | 14,5 % | 13,8 %  | 13,8 % | 14,1 % | 14,4 % | 14,3 % | 16 %   | 14,4%   | 14,5 %     | 13,9 %  | 14,6 %    | 13,5 %    | 14,3 %      |
| 2016 | 13,6 % | 14,1 %  | 13,5 % | 13,3 % | 13,4 % | 13,1 % | 15,4 % | 14,4 %  | 12,5 %     | 12,3 %  | 12,4 %    | 12,5 %    | 13,4 %      |
| 2017 | 12,3 % | 12,6 %  | 12,1 % | 12,7 % | 13,1 % | 12,9 % | 15,6 % | 12,2 %  | 13,2 %     | 13,0 %  | 13,1 %    | 13,4 %    | 13,0 %      |
| 2018 | 12,9 % | 13,9 %  | 12,8 % | 12,7 % | 13,7 % | 12,9 % | 15,6 % | 13,2 %  | 14,1%      |         |           |           |             |

Fuente : Médiamétrie
El mejor dato de audiencia se produjo con la emisión de un partido de semifinales de la Eurocopa 2000, que enfrentaba a Francia y a Portugal, el 28 de junio del 2000. El total de espectadores fue de 18.325.000 y una cuota de mercado del 70,5 %.

### Audiencias en Bélgica
France 2 es la cuarta cadena de Bélgica en términos de audiencia, por detrás de RTL-TVI, La Une y TF1. Su audiencia media anual ha bajado con el transcurso de los años, pasando de un 10,6 % en 1997 a un 7,1 % en 2015.
| 1997   | 1998  | 1999   | 2000   | 2001  | 2002  | 2003  | 2004  | 2005  | 2006  | 2007  | 2008  | 2009  | 2010  | 2011  | 2012  | 2013  | 2014  | 2015  | 2016  |
| ------ | ----- | ------ | ------ | ----- | ----- | ----- | ----- | ----- | ----- | ----- | ----- | ----- | ----- | ----- | ----- | ----- | ----- | ----- | ----- |
| 10,6 % | 9,6 % | 10,1 % | 10,1 % | 9,7 % | 9,7 % | 9,7 % | 8,9 % | 8,5 % | 9,2 % | 9,6 % | 9,4 % | 9,0 % | 8,4 % | 8,0 % | 7,3 % | 6,8 % | 7,1 % | 7,1 % | 5,9 % |

## Áreas de emisión
Actualmente, France 2 emite en la Francia metropolitana y de ultramar y se recibe en Andorra, Mónaco, Luxemburgo, las zonas francófonas de Suiza y Bélgica, y las zonas limítrofes de España, Italia y Alemania. El canal también emite a través de algunos satélites y por algunos operadores de cable e IPTV de los Países Bajos, Alemania y Portugal.

### Italia (1975-2007)
Antenne 2 y, posteriormente, France 2, emitió en Italia en analógico en Italia entre 1975 y 2004, si bien su emisión continuó por este sistema hasta 2006 en Roma.
Así, el 1 de octubre de 1975, Antenne 2 comenzó sus emisiones en color PAL en el Valle de Aosta.
Por otra parte, entre 1975 y el 1 de agosto de 1983, Antenne 2 se emitía supuestamente en color SECAM, pero los televisores italianos, que no estaban preparados para este estándar, recibían el canal en blanco y negro.
Los bloques de publicidad y la programación regional de FR3, emitida por Antenne 2 hasta 1989, estaban capados. Así, desde 1975, Antenne 2 tenía dos frecuencias en Toscana, cerca de Florencia, una en el Lacio, cerca de Roma, otra en Módena, en Emilia-Romaña, y otra en Bérgamo, en Lombardía.
Todas las frecuencias de France 2 en Italia fueron vendidas a excepción de la de Roma, que fue sustituida en 2006 por un canal múltiple digital que emitía France 2 junto con otros canales. Entre el 11 de diciembre de 2006 y el 7 de junio de 2007, France 2 volvió a emitir en toda Italia, esta vez por TDT. A partir de esta fecha, el canal fue sustituido por France 24.

### Túnez (1989-1999)
El segundo canal tunecino, RTT 2, se creó en la banda de UHF el 12 de junio de 1983 y desapareció el 3 de junio de 1989. Desde ese día, dejó su frecuencia de emisión a la entonces Antenne 2.
Paralelamente, el 20 de marzo de 1990 la Radiotelevisión pública tunecina creó la Chaîne du Maghreb Arabe, que se en emitía durante tres horas diarias a través del canal de VHF de Rai 1, activo desde 1960. Esta cadena adopta el nombre Tunis 2 en 1993 y, finalmente, el 6 de noviembre de 1994, Canal 21 sustituye a Tunis 2 y ambos canales abandonan la banda VHF.
Así, a partir del 7 de noviembre de 1994, Rai 1 pasa a emitir exclusivamente a través de UHF y Canal 21 pasa a emitir entre dos horas y media y tres horas al día a través del canal de France 2 hasta finales de octubre 1999, cuando France 2 deja de emitirse en Tunisia por desavenencias con el gobierno del país.

### Berlín Oeste (1985-1994)
Antenne 2 (y, después, France 2) emitió en Berlín Occidental a través del canal 31 de UHF entre 1985 y 1994. Contariamente a lo que ocurría en Italia, los televisores de Berlín Oeste estaban preparados para recibir emisiones tanto en color SECAM (para las emisiones soviéticas) como en color PAL, por lo que las emisiones de Antenne 2 se recibieron en color desde el principio, primero en SECAM y, desde diciembre de 1990, en PAL.

### Francia de ultramar (desde 1983)
En la Francia de ultramar, la programación de Antenne 2 y, posteriormente, de France 2, se emitía desde 1983, primero a través del segundo canal de RFO, renombrado como "RFO 2" en 1988. Hasta la reconversión de RFO 2 en "Tempo" en 1998, el canal emitía los programas de France 2 y algún programa de producción propia fe cada isla. A partir de 1998, el canal solo emitirá los programas culturales de France 2, France 3, La Cinquième, Arte y France 4 (a partir de 2005).
Tras el apagón analógico, el 30 de noviembre de 2010, France 2, France 3, France 4, France 5, Arte France Ô y France 24 empiezan a emitar en las frecuencias digitales de los antiguos canales analógicos de Tempo.

### Quebec
Aunque France 2 nunca se ha podido recibir como tal en Quebec, el canal ultramarino RFO 2 (o "Tempo" a partir de 1998), que reemitía los programas de France 2, sí estaba disponible en el operador de cable Vidéotron.
Además,  desde 1979 "TVFQ 99" y su canal sucesor a partir de 1988, TV5 Québec Canada, reemiten, entre otros, los programas de France 2 en el cable y el satélite quebequés.

### Estados Unidos
Si bien ni France 2 ni Antenne 2 emitieron en Estados Unidos, entre 1976 y 1983, algunos programas de las tres cadenas públicas francesas de televisión se emitían en Estados Unidos todas las noches durante cuatro horas por el canal Téléfrance-USA.

### TV5 Monde y Canal France International
Además, los programas de Antenne 2 y France 2 han sido emitidos por TV5 Monde y Canal France International, que también ofrecía sus programas a varias cadenas de televisión públicas, especialmente africanas, aunque también algunas europeas.

### Emisión internacional del noticiero de France 2
Entre 1978 y 1988, la BBC alternaba la emisión de los noticieros Journal de 20 heures de TF1 y Antenne 2, retransmitidos por medio de la red Eurovisión en BBC 2 en francés con subtítulos en inglés bajo el nombre Télé-journal después del Late Night News (o Newsnight a partir de 1980).
El Journal de 20 heures de Antenne 2 y después de France 2 también se emitió en Nueva York a través del canal local WNYE-Channel 25 desde octubre de 1989 hasta la década del 2000, y por AZN Television (antiguamente International Channel) entre 1990 y 2008.